# Camissoniopsis intermedia
Camissoniopsis intermedia là một loài thực vật có hoa trong họ Anh thảo chiều. Loài này được (P.H.Raven) W.L.Wagner & Hoch mô tả khoa học đầu tiên năm 2007.